# Baalbeški kamni
Baalbeški kamni je šest masivnih rimskih obdelanih kamnitih blokov v Baalbeku (starodavni Heliopolis) v Libanonu, za katere je značilen megalitski gigantizem, ki mu v antiki ni para.
Najmanjši trije so del temeljne stene v rimskem kompleksu templja Jupitra Baala (heliopolitskega Zevsa) na Tel Baalbeku in so znani kot Trilithon. Vsak od teh je ocenjen na približno 750–800 ton.
Preostali trije so rimski monoliti, ki niso del večje strukture, običajno znani kot Kamen noseče ženske (ocenjen na 1000 t), Južni kamen (ocenjen 1242 t) in Pozabljeni kamen (ocena 1650 t). To so v obratnem vrstnem redu prvi, tretji in peti največji znani kamni, ki so jih kdaj izkopali v človeški zgodovini. Menijo, da so bili namenjeni bližnjemu kompleksu Jupitrovega templja, verjetno kot dodatek k Trilithonu; vendar jih morda zaradi njihove velikosti nikoli niso odstranili iz kamnoloma. Niso jih uporabljali od njihovega pridobivanja v starih časih.
Številne arheološke ekspedicije so odšle na najdišče od 19. stoletja, predvsem nemške in francoske skupine, raziskave pa so se nadaljevale v 21. stoletju.

## Kamen noseče ženske
Kamen noseče ženske (arabsko حجر الحبلي‎, latinizirano: Ḥajar el-Ḥible), imenovan tudi Prvi monolit, še vedno leži v starodavnem kamnolomu na razdalji 900 m od tempeljskega kompleksa Heliopolis. Čeprav je najmanjši od treh monolitov, je tudi najbolj znan zaradi svojega lepega stanja, mogočnega kota, pod katerim leži, in tega, da nikoli ni bil popolnoma skrit z zemljo.
Leta 1996 je geodetska ekipa avstrijskega mesta Linz opravila topografske meritve na lokaciji, katere namen je bil ugotoviti točne dimenzije obeh monolitov in njuno možno uporabo pri gradnji velikanskega Jupitrovega templja. Po njihovih izračunih blok tehta 1000,12 t in tako praktično potrjuje starejše ocene, kot je ocena Jean-Pierra Adama.
Pravokotni kamniti blok je:
- 20,31–20,76 m dolg
- 4 m širok na dnu
- 4,14–5,29 m širok na vrhu
- 4,21–4,32 m visok
- Ocenjena gostota je 2,6–2,8 g/cm³

Za imenom se skriva več zgodb. Eden pravi, da je monolit poimenovan po nosečnici, ki je prebivalce Baalbeka pretentala, da je vedela, kako premakniti velikanski kamen, če bi jo le hranili, dokler ne bi rodila. Drugi pravijo, da ime izhaja iz legend, da je bila nosečim džinom dodeljena naloga rezanja in premikanja kamna, medtem ko drugi pravijo, da ime odraža prepričanje, da ženska, ki se dotakne kamna, doživi povečanje plodnosti.

## Južni kamen
Južni kamen (arabsko حجر القبلي‎, latinizirano: Ḥajar el-Guble), imenovan tudi drugi monolit, je bil ponovno odkrit v istem kamnolomu v 1990-ih. S svojo težo, ocenjeno na 1242 t, presega celo dimenzijo Kamna noseče ženske. (Glede poimenovanja je nekaj zmede, ker je bila njegova lokacija pozabljena, zato nekateri viri opredeljujejo južni kamen kot alternativno ime kamna noseče ženske.)
To so mere pravokotnega kamnitega bloka ob predpostavki, da je njegova oblika skladna v še vkopanih delih:
- 19,5–20,5 m dolg
- 4,34–4,56 m širok
- 4,5 m višine
- Ocenjena gostota je 2,6–2,8 g/cm³

## Pozabljeni kamen
Pozabljeni kamen, imenovan tudi tretji monolit, so leta 2014 v istem kamnolomu odkrili arheologi nemškega arheološkega inštituta. Njegova teža je ocenjena na približno 1650 ton, zaradi česar je največji kamen, ki je bil kdaj izkopan.
Meri:
- Dolžina 19,6 m
- 6 m širok
- vsaj 5,5 m visok (še delno zasut)

## Triliton
Triliton (grško Τρίλιθον), imenovan tudi Trije kamni, je skupina treh vodoravno ležečih velikanskih kamnov, ki tvorijo del podnožja templja Jupitra Baala v Baalbeku. Lokacija megalitskih struktur je na vrhu hriba v regiji, znanem kot Tel Baalbek. Vsak od teh kamnov je dolg 19 metrov, visok 4,2 metra in debel 3,6 metra ter tehta okoli 750–800 ton. Podporna kamnita plast spodaj vsebuje številne kamne, ki tehtajo približno 350 ton in so široki 11 metrov.
Čeprav ne tvorijo trilitona v sodobnem arheološkem smislu, so znani kot triliton najkasneje od zgodnjega bizantinskega obdobja.